# Andrew J. Felt
Andrew Jackson Felt (* 27. Dezember 1833 in Victor, Ontario County, New York; † 27. Juni 1912 in Garden City, Kansas) war ein US-amerikanischer Politiker. Zwischen 1889 und 1893 war er Vizegouverneur des Bundesstaates Kansas.

## Werdegang
Andrew Felt unterrichtete zunächst als Lehrer. Nach einem Jurastudium und seiner Zulassung als Rechtsanwalt begann er in diesem Beruf zu arbeiten. Außerdem war er als Zeitungsverleger tätig. Er lebte bis zum Ausbruch des Bürgerkrieges in Bradford im Staat Iowa. Während des Krieges diente er im Heer der Union. Zwischenzeitlich geriet er in Kriegsgefangenschaft. Auch nach dem Krieg lebte er zunächst wieder in Iowa. Politisch war er Mitglied der Republikanischen Partei. In den Jahren 1868 und 1872 nahm er als Delegierter an den Republican National Conventions teil, auf denen jeweils Ulysses S. Grant als Präsidentschaftskandidat nominiert wurde. In seiner Heimat war er unter anderem als Posthalter tätig. Außerdem stieg er in das Bankgewerbe ein. Zu einem unbekannten Zeitpunkt zwischen 1872 und 1884 kam er nach Seneca in Kansas. Bei den Präsidentschaftswahlen des Jahres 1884 war er einer der republikanischen Wahlmänner aus diesem Staat.
1888 wurde Felt an der Seite von Lyman U. Humphrey zum Vizegouverneur von Kansas gewählt. Dieses Amt bekleidete er  nach einer Wiederwahl im Jahr 1890 zwischen dem 14. Januar 1889 und dem 9. Januar 1893. Dabei war er Stellvertreter des Gouverneurs. Felt war auch Mitglied der Veteranenvereinigung Grand Army of the Republic. Er starb am 27. Juni 1912 in Garden City und wurde in Seneca beigesetzt.